# Bloc Croat
El Bloc Croat (croat: Hrvatski blok, HB) és un partit polític de dretes de Croàcia.
Fou fundat el 2002 després del congrés de la Unió Democràtica Croata (HDZ) en el qual Ivić Pašalić fracassà en el seu intent de desbancar el seu rival Ivo Sanader. Pašalić i els seus seguidors fundaren un nou partit, acusant Sanader de guanyar el congrés per mitjans no democràtics.
El nou partit, tanmateix, no era atractiu per a la majoria dels simpatitzants del HDZ, que recolzaren Sanader durant les eleccions legislatives croates de 2003. HB fracassà en el seu intent d'obtenir representació al Parlament de Croàcia.